# Шанявский, Иосиф Калясанты
Иосиф (Юзеф) Калясанты Шанявский (пол. Józef Kalasanty Szaniawski; 1764, Кальвария-Зебжидовская — 16 мая 1843, Львов) — польский философ, писатель, политический и государственный деятель.

## Биография
Родился в восточной Галиции. Первоначальное образование получил в Калише, изучал право на юридическом факультете Кёнигсбергского университета, один из самых усердных учеников Иммануила Канта.
Во время правления Станислава Августа Понятовского, Шанявский около трёх лет был судебным комиссаром в калишском воеводстве, затем 2 года служил в рядах «национальной кавалерии».
Будучи горячим сторонником реформ в политической жизни Польши, в 1794 году принимал деятельное участие в восстании Костюшко; позже служил в польских легионах в Италии.
Был одним из польских якобинцев, радикальной группы за революционные общественно-государственные реформы (1793—1796). После подавления инсургенции эмигрировал в Париж, где стал членом «Польской Депутации», объединяющей представителей радикального крыла эмиграции.
После возвращения на родину продолжил политическую деятельность. Редактировал газету «Gazeta Warszawska». После водворения в Варшаве прусского правительства, занялся исключительно литературой и одним из первых был выбран в члены «Варшавского Общества друзей просвещения».
После прекращения прусского режима в 1806 был назначен членом только что образованной верхней палаты парламента, а в следующем году переведен в министерство юстиции и командирован в Берлин для принятия документов касающихся новообразованного Великого герцогства Варшавского. После выполнения этого поручения он был назначен королевским прокурором при кассационном суде, где и оставался до 1811, когда вышел в отставку для поправления расстроенного здоровья
Когда образовалось великое герцогство Варшавское, Шанявский вновь поступил на государственную службу. В Царстве Польском был директором правительственной комиссии религиозных исповеданий и просвещения и начальником цензурного ведомства. Тогдашний министр просвещения Грабовский был слабохарактерен, вследствие чего Шанявский сделался настоящим руководителем народного образования в Царстве Польском.
Главный директор училищ Царства Польского с 1821 по 1839 гг.
Исповедуя в молодости принципы республиканского радикализма, он обратился под старость в реакционера, преследовавшего беспощадно всякое проявление свободомыслия.
Из его философских сочинений наибольшей популярностью пользовались в своё время «Дружеские советы молодому почитателю наук и философии» ("Rady przyjacielskie młodemu czcicielowi nauk i filozofji", 2 изд., Львов, 1823).
Шанявский популяризировал в Польше идеи Канта и Шеллинга.
В 1823 году награждëн императором Александром I орденом святого Станислава I степени.